# 銀礦灣屠殺
銀礦灣屠殺發生於1945年香港大嶼山銀礦灣的香港日佔時期尾聲。8月15日日本宣佈向同盟國投降後，日军第23军命令驻港日军继续维持治安。在日本投降时，中共也命令東江縱隊港九大隊在广东受降，并于新界和离岛进攻日军据点，以夺取日軍武器。8月20日，负责梅窩治安的15名日軍梅窩警備隊（隶属特设步兵第四大队）被70名中共東江縱隊襲擊。日軍懷疑附近的銀礦灣村民通敵，殺死至少9名村民，並俘虜300名村民，部份被俘村民被虐打。香港重光後，1946-1948年香港軍事法庭將其中9名村民被殺案合併審理，3名日軍處死刑，另外10名日軍處2-10年監禁。

## 同類事件
二戰日軍拷問平民的慘案
- 雙十節事件：1943年日佔新加坡